# Eltun Vəzirzadə
Eltun Vəzirzadə (ur. 14 czerwca 1996) – azerski zapaśnik walczący w stylu klasycznym. Wojskowy wicemistrz świata z 2017.
Trzeci na ME U-23 w 2016, 2017 i 2018 roku.